# Вестник опытной физики и элементарной математики
«Ве́стник о́пытной фи́зики и элемента́рной матема́тики» (укр. «Вісник дослідної фізики та елементарної математики») — науково-популярний журнал, який заклав традиції жанру в літературі російською мовою.

## Основні відомості
Перший номер вийшов 21 серпня (2 вересня за новим стилем) 1886 року в Києві під редакцією Еразма Корнелійовича Шпачинського. 1891 року видання журналу перемістилося до Одеси у зв'язку з переїздом туди головного редактора. Шпачинський керував журналом до 1898 року. Деякий час журнал очолював Володимир Якимович Ціммерман. Від 1902 року (а повністю — від 1904 року) журнал видавав Веніамін Федорович Каган.
Журнал виходив 24 рази в рік аж до 1917 року.